# Assorted Secrets
Assorted Secrets to kompilacja utworów autorstwa awangardowej grupy The Residents wydana w 1984 roku. Wydawnictwo zawiera utwory zagrane na żywo w studiu nagraniowym oraz fragmenty koncertów zagranych w ramach pierwszej ogólnoświatowej trasy zespołu, The Mole Show. Materiał został wydany szybko, w stanie mocno nie dopracowanym z powodu potrzeby wybicia się Ralph Records z długów, które przyniosła finansowa porażka "The Mole Show" – w związku ze słabą jakością dźwięku nienadającą się do wydania na płycie winylowej, materiał ukazał się tylko na kasecie
.
The Cryptic Corporation parokrotnie twierdzili, że zespół nieustannie wyraża ubolewanie z powodu tego, że materiał ten pojawił się na rynku i nie są zadowoleni zarówno z aranżacji które znalazły się na płycie jak również jakości nagrań. Mimo tego, w 2000 roku na rynku pojawiła się limitowana reedycja z naklejką na pudełku doradzającą kupującemu nie odsłuchiwanie kasety. 

## Lista utworów
1. Mark of the Mole
2. The Letter
3. Ship's a Goin' Down
4. Bach Is Dead
5. Birthday Boy
6. Constantinople
7. Die in Terror
8. Give to Someone Else
9. Smack Your Lips
10. Song of the Wild
11. Happy Home

- spis utworów reedycji z 2000 roku:

1. God Song
2. The Letter
3. Ships a' Goin' Down
4. Bach Is Dead
5. Birthday Boy
6. Constantinople
7. Die in Terror
8. Give It to Someone Else
9. Festival of Death
10. Smack Your Lips
11. Song of the Wild
12. Happy Home
13. Mark of the Mole Part 1
14. Mark of the Mole Part 2
15. Mark of the Mole Part 3